# Pandemia de COVID-19 en Bulgaria
Se confirmó que la pandemia de COVID-19 se había extendido a Bulgaria cuando se confirmó el primer caso del país el 8 de marzo de 2020, un hombre de 27 años de Pleven y una mujer de Gabrovo de 75 años. Ninguno de los dos había viajado a áreas con casos conocidos de coronavirus. El hombre dio positivo por el virus después de ser hospitalizado por una infección respiratoria, y las autoridades anunciaron planes para evaluar a varias personas que estuvieron en contacto con las dos personas. Otras dos muestras en Pleven y Gabrovo fueron positivas el 8 de marzo. El paciente cero permanece desconocido.
Hasta el 20 de febrero de 2022, se contabiliza la cifra de 1,067,648 casos confirmados, 35,042 fallecidos y 788,106 recuperados del virus.

## Impacto
Bulgaria registró 31.643 desempleados recién registrados para el período comprendido entre el 13 de marzo y el 1 de abril. De estos, 17,793 demandantes declararon que la pérdida de empleos fue una consecuencia directa de la pandemia, y 12,661 se registraron solo en la semana del 23 al 27 de marzo, en comparación con 4,561 para el mismo período en 2019. El número de desempleados continuó aumentando durante abril. Según una estadística publicada por la Agencia de Empleo, al 28 de abril de 2020, había 291,426 desempleados registrados, un aumento de 90,405 desde la introducción de la emergencia nacional. Una encuesta realizada por la Asociación Industrial de Bulgaria mostró que inicialmente solo el 8% de las empresas estaban dispuestas a utilizar el paquete de estímulo del gobierno, que rápidamente se conoció coloquialmente como "la medida 60/40".

Número de casos (azul) y número de fallecidos (rojo) en una escala logarítmica.

## Protestas
Las protestas búlgaras de 2020-2021 fueron una serie de manifestaciones que se estaban celebrando  en Bulgaria y otras ciudades europeas, principalmente en la capital, Sofía y también en la ciudad de Bruselas.
El 9 de julio de 2020, la policía y la fiscalía irrumpieron en la Presidencia de Bulgaria, en lo que se percibió como un ataque contra el presidente Rumen Radev, crítico declarado del gobierno de Borisov, y desencadenaron manifestaciones espontáneas.
Borisov se ha negado a dimitir, insistiendo en que la «mafia quiere derrocarle» y que no se ha presentado «ninguna alternativa» a su gobierno. Sus ministros, diputados y aliados parlamentarios han calificado a los manifestantes de «escoria», «simios» y «rebaño» al que hay que «poner en su sitio».
Las protestas terminaron el 16 de abril de 2021, al concluir el mandato d 4 años del gabinete de Borisov, y la dimisión formal del III gobierno de Borisov ha sido aceptada por el nuevo parlamento.

## Estadísticas

### Gráficos

#### Total de infectados por edad
Fuente: Estadísticas actuales de COVID-19 en Bulgaria

#### Total de muertos por edad y sexo
Fuente: Grupo de muertos de COVID-19 por edad y sexo en Bulgaria

## Informes
Un documento académico de abril de 2022 caracterizaba a Bulgaria como "quizá el país más afectado" de Europa del Este en cuanto a datos de exceso de mortalidad, y consideraba que la imposición tardía de restricciones a la movilidad social y el insuficiente control gubernamental eran probablemente los principales factores de esta estadística. Los autores también destacan que en general, los resultados sanitarios son mejores en los principales núcleos de población que en las regiones más periféricas del país. El alto grado de desigualdad de ingresos en Bulgaria se ha asociado a la corrupción y a la falta de confianza institucional, lo que ha contribuido a muchos problemas en la respuesta del país a la pandemia.

## Respuesta de la Unión Europea
A partir de finales del primer trimestre de 2020, varios de los Estados miembros de la Unión se confrontaron a la crisis sanitaria de la pandemia de COVID-19. El impacto mediático generado por la situación, precipitó a los gobiernos nacionales y a las instituciones europeas a una situación sin precedentes, que en marzo, llevó a que los Estados miembros aceptaran la recomendación emitida por la Comisión Von der Leyen sobre lo que deberían hacer para restringir la entrada en el territorio a los residentes extracomunitarios. Casi al mismo tiempo, la Comisión lanzó su primera reserva de material médico con el fin de repartirlo a los Estados de la Unión más afectados por la pandemia.
En abril se sucedieron numerosas acciones políticas en respuesta a la crisis. En primer lugar reaccionó el Banco Central Europeo (BCE) con un programa de compra de títulos para evitar el colapso de los mercados de deuda, lo que contribuyó a estabilizar la situación financiera. Entonces, tras ser aprobada por primera vez la denominada “cláusula general de salvaguarda” prevista para escenarios de graves crisis generalizadas que afecten a la eurozona, la Comisión pudo levantar los límites que fijaba el pacto de estabilidad y crecimiento. De esta forma se autorizó a los gobiernos nacionales a inyectar en la economía tanto dinero «como fuese necesario». A dicha flexibilización se añadieron también los cambios en la autorización de ayudas públicas, ya que la normativa permitió otorgar hasta 800.000 euros por compañía en forma de subvención directa o ventajas fiscales. De manera complementaria, el Eurogrupo logró un acuerdo la segunda semana de abril que estableció los detalles de la primera red de seguridad comunitaria contra los efectos de la pandemia.
Pero el anuncio más destacado llegó el 18 de mayo de 2020, cuando en una rueda de prensa Merkel y Macron presentaron un plan para la UE en el marco de la crisis de la pandemia. Este impulso se integró con varias acciones institucionales de las semanas anteriores, y sirvió de base al plan recuperación económica (Next Generation EU) presentado por Von der Leyen la semana siguiente. Empero, el anuncio conjunto de Merkel y Macron fue impulsado por un fallo del Tribunal Constitucional de Alemania, que días antes había puesto en duda la independencia del Banco Central Europeo (BCE) para mantener a flote las economías de los miembros más vulnerables de la organización, así como la gobernabilidad de la UE. Hasta entonces, Merkel —quien ocho años antes, en el punto más álgido de la crisis del euro, aseguró que no habría eurobonos «mientras yo viva»— se había opuesto a la propuesta de Macron para crear un fondo que obligaría a los 27 a aumentar la deuda de forma conjunta.
En diciembre de 2020, la vacuna Tozinameran contra la COVID-19 logró la autorización de comercialización en la UE. BioNTech (Societas europaea), el laboratorio al origen de dicho producto, había recibido más de 9 millones de euros de financiación de la UE para la investigación durante la década precedente. Además, en junio fue beneficiario de un préstamo de 100 millones de euros del Banco Europeo de Inversiones (BEI), respaldado por la UE. Esto ayudó al laboratorio alemán a ampliar sus capacidades de fabricación y a suministrar la vacuna a nivel mundial.
En el plano internacional, durante el mes de mayo la Comisión lanzó la "Respuesta mundial al coronavirus", una acción que perseguía el «acceso universal a vacunas, tratamientos y tests de coronavirus asequibles». En la primera jornada del evento quedó cubierto el objetivo monetario de 7400 millones de euros, más de un tercio de los cuales procedían de la UE y sus Estados miembros. Este “maratón mundial de donantes”, dio paso al lanzamiento de una campaña denominada Global Goal: Unite for our Future que culminó el 27 de junio con una cumbre mundial de donantes, presidida por Von der Leyen, que recaudo 6.150 millones de euros.